# Districte de Karongi
El districte de Karongi és un akarere (districte) de la província de l'Oest, a Ruanda. La seva capital és Rubengera.

## Geografia i turisme
El districte es troba als marges del llac Kivu, a mig camí cap al llac entre Gisenyi i Cyangugu.

## Sectors
El districte de Karongi està dividit en 13 sectors (imirenge): Bwishyura, Gishyita, Gishari, Gitesi, Mubuga, Murambi, Murundi, Mutuntu, Rubengera, Rugabano, Ruganda, Rwankuba i Twumba.